# 特雷尼亚戈
特雷尼亚戈（義大利語：Tregnago），是意大利威尼托大区维罗纳省的一个市镇。总面积37平方公里，人口4949人，人口密度133.8人/平方公里（2009年）。国家统计（ISTAT）代码为023087。

## 友好城市
- 義大利奥洛拉伊 2002年